# Pac (wrestler)
Adrian Neville, właśc. Benjamin Satterley (ur. 22 sierpnia 1986 w Newcastle upon Tyne) – brytyjski wrestler. Obecnie walczy w federacji AEW (All Elite Wrestling).

## Kariera

### Scena niezależna (2004-2012)
Satterley w latach 2004-2012 walczył na scenie niezależnej zaliczając występy w takich federacjach jak One Pro Wrestling, International Pro Wrestling: United Kingdom, Pro Wrestling Guerrilla, Total Nonstop Action, Chikara, Dragon Gate USA, American Wrestling Rampage i New Japan Pro Wrestling. Najczęściej występował pod pseudonimem Pac.

### NXT (2012-2015)
Brytyjczyk w NXT zadebiutował 18 października 2012 roku pod pseudonimem Adrian Neville. 27 lutego 2014 roku na NXT Arrival pokonał Bo Dallasa w ladder matchu i zdobył pas NXT Championship. Pas ten obronił na NXT Takeover przeciwko Tysonowi Kiddowi oraz na gali NXT TakeOver: Fatal 4-Way w Fatal 4-Way matchu, w którym udział wzięli również Sami Zayn, Tyler Breeze i Tyson Kidd. Neville pas NXT stracił po 287 dniach posiadania 11 grudnia 2014 roku na NXT TakeOver: R Evolution w walce z Samim Zaynem, w której stawką oprócz pasa mistrzowskiego była również kariera Zayna. Na NXT TakeOver: Rival przegrał w finale turnieju o miano pretendenta do pasa NXT z Finnem Bálorem.

### WWE (od 2015)
W głównym rosterze WWE zadebiutował 30 marca 2015 roku na Raw pod okrojonym pseudonimem Neville, pokonując Curtisa Axela. W kwietniu dotarł do finału turnieju King of the Ring pokonując Luke'a Harpera w 1. rundzie i Sheamusa w półfinale. W finale przegrał jednak 28 kwietnia z Bad News Barrettem. 11 maja na RAW odpowiedział na Open Challenge Johna Ceny o pas WWE United States Championship, ale przegrał walkę. Na Payback Neville pokonał Barretta. Na Elimination Chamber Neville wygrał z Bo Dallasem. Na Money in the Bank Neville wziął udział w ladder matchu o walizkę MITB. 8 czerwca Neville odpowiedział na Open Challenge Kevina Owensa o pas NXT, ale przegrał walkę. Na The Beast in the East Neville przegrał z Chrisem Jericho. 3 sierpnia na Raw przegrał walkę o pas WWE World Heavyweight Championship z Sethem Rollinsem. Na SummerSlam Neville w tag teamie ze Stephenem Amellem pokonał Stardusta i Barretta. W listopadzie Neville wziął udział w turnieju o zwakowany pas WWE World Heavyweight Championship, gdzie po pokonaniu Kinga Barretta w 1. rundzie odpadł w ćwierćfinale w walce z Kevinem Owensem. 21 grudnia otrzymał nagrodę Slammy Award w kategorii Breakout star of the Year.

## Styl Walki

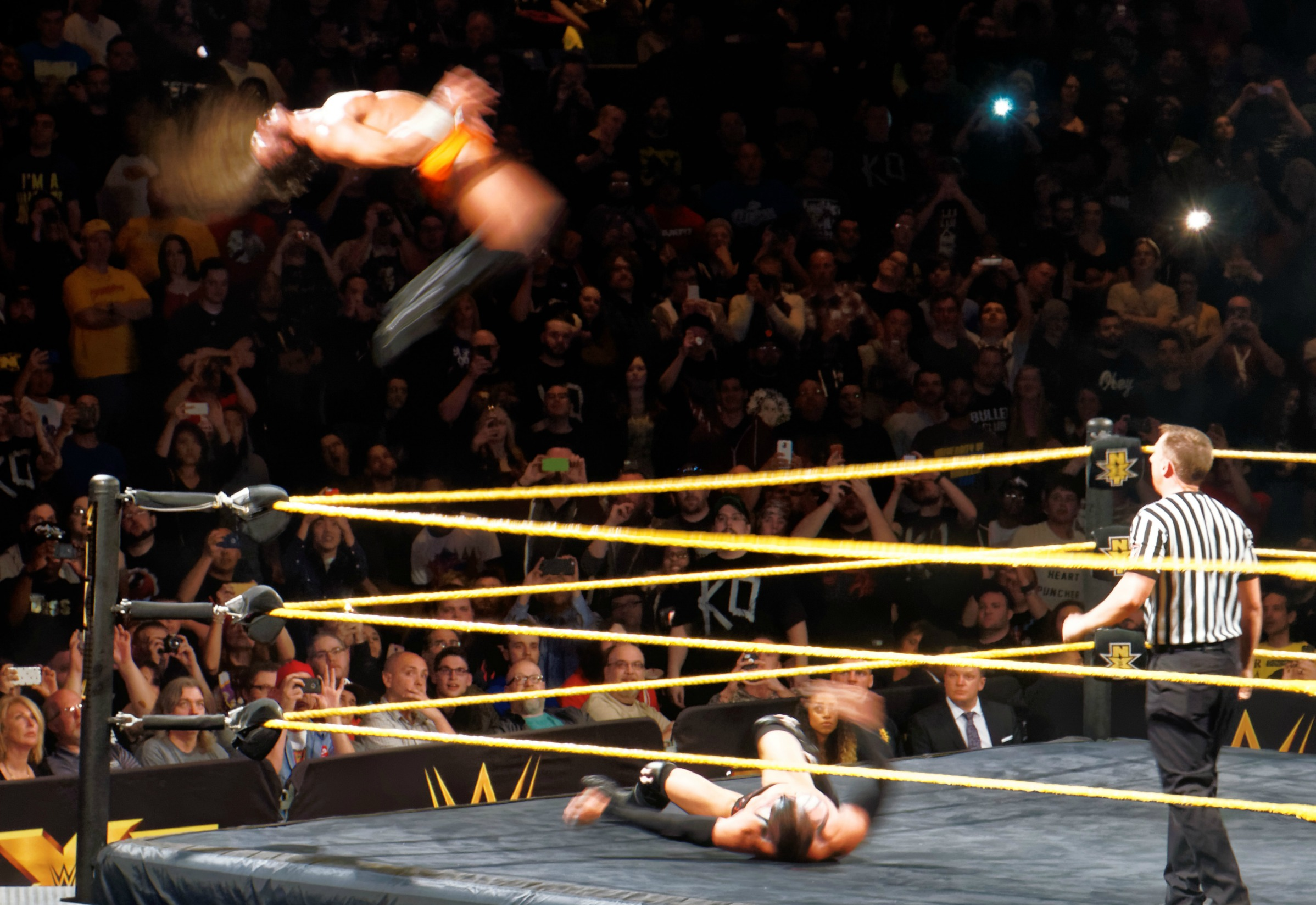
Neville wykonujący Red Arrow.

### Finishery
- Jako Adrian Neville
  - Imploding 450° splash
  - Red Arrow (Corkscrew shooting star press)
  - Reversed Frankensteiner
- Jako Pac
  - 630° senton
  - Bridging German suplex
  - Corkscrew 450° splash
  - Corkscrew shooting star press
  - Flaming Star Press
  - Shooting star senton

## Sukcesy
- 3 Count Wrestling

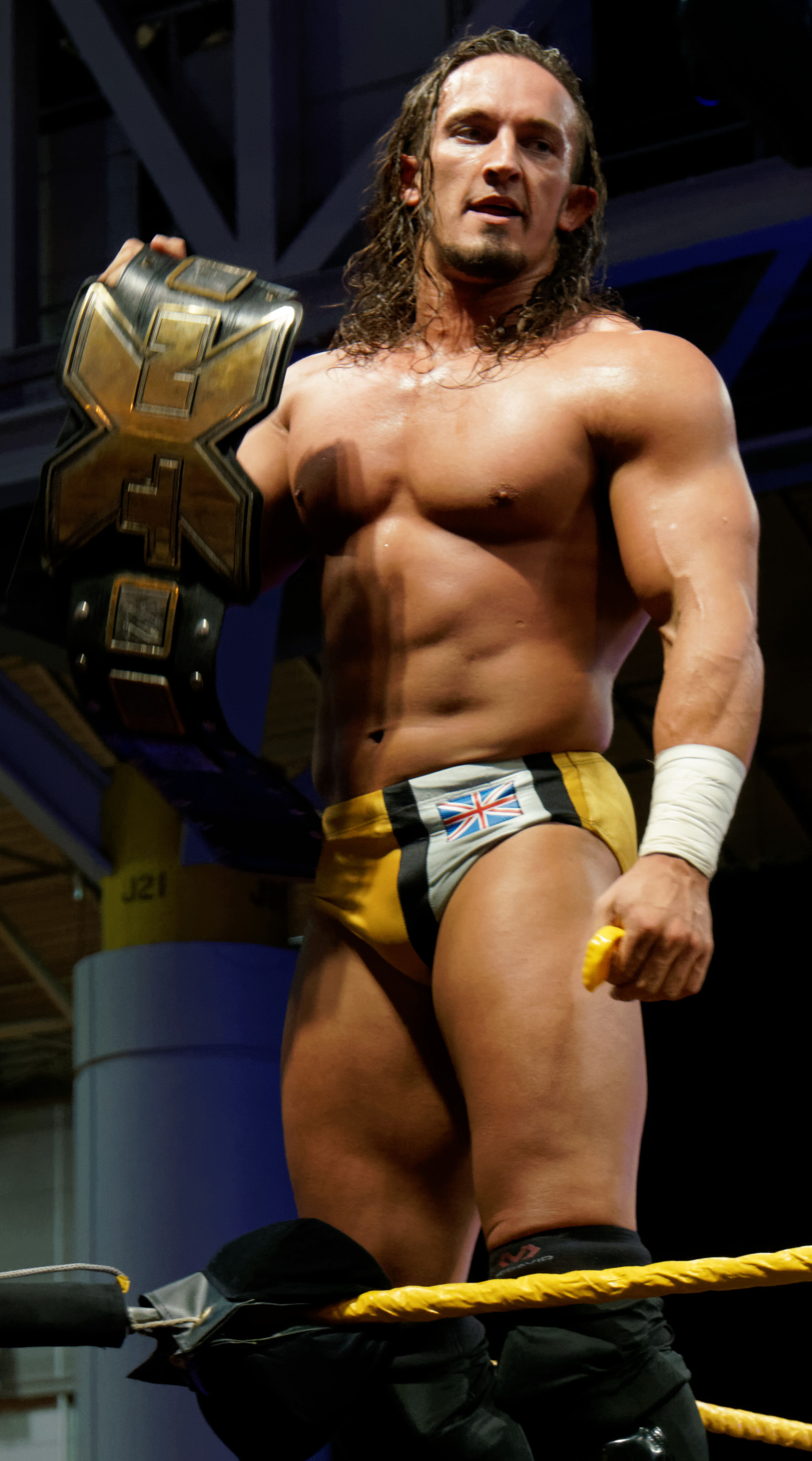
Neville jako mistrz NXT

  - 3CW Heavyweight Championship (1 raz)[2]
  - 3CW North East Championship (1 raz)

- American Wrestling Rampage
  - AWR No Limits Championship (1 raz)

- Dragon Gate
  - Open the Brave Gate Championship (1 raz)
  - Open the Triangle Gate Championship (3 razy) – z Masato Yoshino i BxB Hulkiem (1), Naoki Tanisaki i Naruki Doi (1) oraz z Masato Yoshino i Naruki Doi (1)[3]
  - Open the Twin Gate Championship (1 raz) – z Dragon Kidem

- Dragon Gate USA
  - Open the United Gate Championship (1 raz) – z Masato Yoshino

- Frontier Wrestling Alliance
  - FWA Flyweight Championship (1 raz)[4]

- Independent Wrestling Federation
  - IWF Tag Team Championship (1 raz) – z Harrym Painem

- One Pro Wrestling
  - 1PW Openweight Championship (1 raz)[5][6]

- Pro Wrestling Guerrilla
  - PWG World Tag Team Championship (1 raz) – z Roderick Strong[7]
  - Dynamite Duumvirate Tag Team Title Tournament (2007) – z Roderick Strong[8][9]

- Pro Wrestling Illustrated
  - PWI sklasyfikowało go na 39 miejscu na liście PWI 500 w 2014 roku[10]

- SoCal Uncensored
  - Match of the Year (2006) vs. El Generico, 18 listopada, Pro Wrestling Guerrilla[11]

- westside Xtreme wrestling
  - wXw World Lightweight Championship (2 razy)[12][13] Wrestle Zone Wrestling wZw Zero-Gravity Champion
- WWE NXT
  - NXT Championship (1 raz)
  - NXT Tag Team Championship (2 razy) – z Oliverem Greyem (1) i Coreyem Gravesem (1)
- WWE
  - Slammy Award w kategorii Breakout star of the Year (2015)
  - WWE Cruiserweight Championship (2 razy)